# Кобиляки-Вулька
Кобиляки-Вулька (пол. Kobylaki-Wólka) — село в Польщі, у гміні Єднорожець Пшасниського повіту Мазовецького воєводства.
Населення — 89 осіб (2011).
У 1975-1998 роках село належало до Остроленцького воєводства.

## Демографія
Демографічна структура станом на 31 березня 2011 року:
|          | Загалом | Допрацездатний вік | Працездатний вік | Постпрацездатний вік |
| -------- | ------- | ------------------ | ---------------- | -------------------- |
| Чоловіки | 48      | 7                  | 36               | 5                    |
| Жінки    | 41      | 7                  | 23               | 11                   |
| Разом    | 89      | 14                 | 59               | 16                   |